# 耿金釗
耿金釗（？—1832年），字聞遠，直隸晉州滹北莊（今無極縣辛莊）人。清朝將領。

## 生平
耿金釗相貌魁偉，勇力過人，乾隆五十九年（1794年）中武舉人，嘉慶元年（1796年）中式丙辰科二甲第三名武進士，授官三等侍衛。嘉慶八年（1803年），补江西南贛鎮都司。嘉慶十九年（1814年）授浙江遊擊，翌年升參將，历署税协、象山、绍兴、罗定、南雄等处副将。道光六年（1826年）升授广东潮州鎮总兵，练兵多师法戚继光，深得兩廣總督李鸿宾赏识。道光十二年（1832年）九月病卒於任。夫人偕眷屬護其靈柩歸里，葬辛庄村北。